# SOCATA TBM
SOCATA TBM700 (tudi TBM850 in TBM900) je visokosposobno enomotorno turbopropelersko letalo francoskega proizvajalca SOCATA. Verzija 700 N z modificirani aerodinamiko je znana kot TBM900 od marca 2014 naprej.
V zgodnjih 1980 je Mooney Airplane Company iz Teksasa razvilo šestsedežno letalo Mooney 301 s 360 KM batnim motorjem. Letalo je prvič poletelo 7. aprila 1983. Potem so leta 1985 Francozi kupili Mooney. Mooney in Socata so se potem dogovorili za izdelavo turbopropelerske verzije 301, ki je pozneje postalo TBM 700. "TB" pomeni Tarbes (mesto v Franciji) "M" pa za Mooney.
TBM 700 ima 6-7 sedežev. Večinoma je izdelan iz aluminija. Repne površine so zgrajene iz Nomexa. Ima uvlačljivo pristajalno podvozje tip tricikel. Poganja ga turbopropelerski Pratt & Whitney Canada PT6A-64 s 700 KM. Prvič je poletel 14. julija 1988, francoska certifikacija je sledila 31. januarja 1990.
Namerevali so dve proizvodni liniji, eno v kraju Kerrville za ameriški trg, drugo pa v Tarbesu za svetovni trg. Mooney je odstopil od projekta maja 1991, zato ni prišlo do ameriške linije. Obstaja tudi tovorna verzija TBM 700.
TBM 850 je tržno ime za TBM 700N, ima močnejši motor Pratt & Whitney PT6A-66D s 850 KM. Na izgled je podoben TBM 700 in ima večjo potovalno hitrost. Tipični dolet je 2800 km, kar je več kot primerljivi poslovni reaktivci. Od leta 2008 naprej ima TBM 850 stekleni kokpit Garmin G1000
Od leta 2014 anprej je na voljo TBM 900, ki ima winglete in petkraki propeler za boljše sposobnosti.

## Tehnične specifikacije (TBM 850)
Podatki iz manufacturer specification sheet
Splošne karakteristike
- Posadka: 1 ali 2
- Število sedežev: 4-6
- Dolžina: 10,65 m (34 ft 11 in)
- Razpon kril: 12,68 m (41 ft 7 in)
- Višina: 4,36 m (14 ft 3 in)
- Površina kril: 18m² (193,7ft²)
- Teža praznega letala: 2 081 kg (4 589 lb)
- Uporaben tovor: 654 kg (1 443 lb)
- Maks. vzletna teža: 3 353 kg (7 394 lb)
- Pogon letala: 1 ×  turboprop Pratt & Whitney Canada PT6A-66D, 634 kW (850 KM)
- Maks. tovor s polnim gorivom: 385 kg (849 lb)

 Zmogljivost 
- Maks. hitrost: 593 km/h (320 vozlov, 368 mph)
- Potovalna hitrost: 467 km/h (252 vozlov, 290 mph)
- Doseg: 2 935 km (1 585 nm, 1 824 mi)
- Višina leta: 9 450 m (31 000 ft)
- Hitrost vzpenjanja: 12,09 m/s (2 380 ft/min)
- Čas vzpenjanja do višine 26,000 ft: 15 min
- Čas vzpenjanja do višine 31 000 ft: 20 min